# Cry Baby (album)
Cry Baby je první studiové album americké zpěvačky Melanie Martinez. Bylo vydáno 14. srpna 2015 ve vydavatelství Atlantic Records digitálně, jako cd a vinyl. Album bylo podpořeno vydáním tří singlů: hlavní singl "Pity Party" vyšel 2. června 2015, druhý s názvem "Soap" 10. července 2015 a poslední, "Sippy Cup", 31. července téhož roku. Cry Baby je vizuální koncepční album. Album je označeno jako alternativní pop, electropop a indie pop a přijalo obecně pozitivní recenze od kritiků. V únoru 2017 bylo album certifikováno jako platinové poté, co se prodal 1 milión kusů.
25. listopadu 2016 Melanie Martinez vydala EP s názvem Cry Baby's Extra Clutter. EP, které bylo vydáno výhradně na vinylu, se skládá ze tří bonusových skladeb z Cry Baby a písně "Gingerbread Man", která byla vydána na Vánoce roku 2015.

## Koncept
Album je o charakteru jménem Cry Baby, což je fantazijní verze Melanie Martinez jako dítě, charakterizující ji jako zranitelnou a zmatenou. Melanie popsala Cry Baby jako "dítě, které zažívá dospělé věci." Melanie tvrdí, že mnohé z věcí, které se staly Cry Baby, jsou podobné věcem, které se staly v jejím vlastním životě, s výjimkou těch, kde je Cry Baby unesena a kde zabije svého únosce. Každá skladba v seznamu skladeb má téma související s dětmi a obsahuje metafory související s dětmi, zatímco hlubší zprávy, které jsou přenášeny na posluchače, přinášejí další témata a problémy pro dospělé. Například píseň "Cry Baby" odkazuje na někoho, kdo je odsuzován za to, že otevřeně projevuje své emoce (na rozdíl od skutečného dítěte) a píseň "Training Wheels" je ve skutečnosti o povyšování vztahů na další úroveň. Kniha s příběhy, která je k dispozici v předobjednávacím balíčku, obsahuje rýmy a ilustrace založené na albu, napsané samotnou Melanie.

## Singly
"Pity Party" byl vydán jako první singl. Hudební video bylo vydáno dne 29. května 2015 pro uživatele s dřívějším přístupem. Oficiálně bylo vydáno o tři dny později 1. června 2015 na YouTube. Bylo certifikováno zlatým společností RIAA.
"Soap" vyšlo jako druhý singl. Byl vydán 10. července 2015 spolu s hudebním videem. Bylo certifikován zlatým společností RIAA.
"Sippy Cup" byl vydán jako třetí singl 31. července 2015 s hudebním videem. Byl to temnější sequel hudebního videa její písně z roku 2014 "Dollhouse".

### Další písně
Martinez v rozhovoru prohlásila, že vydá hudební videa pro všechny skladby alba. Píseň "Training Wheels" byla vydána 18. listopadu 2015 jako dvojitý snímek s novým videem pro "Soap". 14. března 2016 vydala Martinez hudební video pro titulní skladbu alba "Cry Baby". "Alphabet Boy" získala hudební video 2. června 2016. Další dvojitý snímek písní "Milk and Cookies" a "Tag You're It" byl vydán 23. srpna 2016. Píseň "Pacify Her" získala hudební video 15. listopadu 2016. Video k písni "Mrs. Potato Head" bylo vydáno 1. prosince 2016.

## Seznam skladeb
Texty napsal(i) Melanie Martinez.
| Pořadí         | Název            | Délka |
| -------------- | ---------------- | ----- |
| 1.             | Cry Baby         | 3:59  |
| 2.             | Dollhouse        | 3:51  |
| 3.             | Sippy Cup        | 3:15  |
| 4.             | Carousel         | 3:50  |
| 5.             | Alphabet Boy     | 4:13  |
| 6.             | Soap             | 3:29  |
| 7.             | Training Wheels  | 3:25  |
| 8.             | Pity Party       | 3:24  |
| 9.             | Tag, You're It   | 3:09  |
| 10.            | Milk and Cookies | 3:26  |
| 11.            | Pacify Her       | 3:40  |
| 12.            | Mrs. Potato Head | 3:37  |
| 13.            | Mad Hatter       | 3:21  |
| Celková délka: | Celková délka:   | 46:38 |